# Gilewo
Gilewo – osada w Polsce położona w województwie zachodniopomorskim, w powiecie koszalińskim, w gminie Polanów. W miejscowości znajduje się tzw. "Święta Góra" - pogańskie miejsce kultu. Gilewo wchodzi w skład sołectwa Rosocha.
W latach 1975–1998 miejscowość administracyjnie należała do województwa koszalińskiego.